# Corrado dal Fabbro
Pour les articles homonymes, voir Fabbro.
Corrado dal Fabbro, né le 4 août 1945 à Pieve di Cadore et mort le 29 mars 2018 à Milan, est un bobeur italien notamment médaillé d'argent olympique en 1972.

## Biographie
Aux Jeux d'hiver de 1972 organisés à Sapporo au Japon, lors de sa seule participation olympique, Corrado dal Fabbro est médaillé d'argent en bob à quatre avec le pilote Nevio De Zordo, Adriano Frassinelli et Gianni Bonichon. Il est également médaillé d'argent en bob à deux aux championnats du monde de 1971.
Après sa carrière, Corrado dal Fabbro devient entraîneur de l'équipe italienne de bobsleigh puis vice-président des sports au comité exécutif de la fédération internationale de bobsleigh et de tobogganing.

## Palmarès

### Jeux Olympiques
- : médaillé d'argent en bob à 4 aux JO 1972.

### Championnats monde
- : médaillé d'argent en bob à 2 aux championnats monde de 1972.